# Maassluis

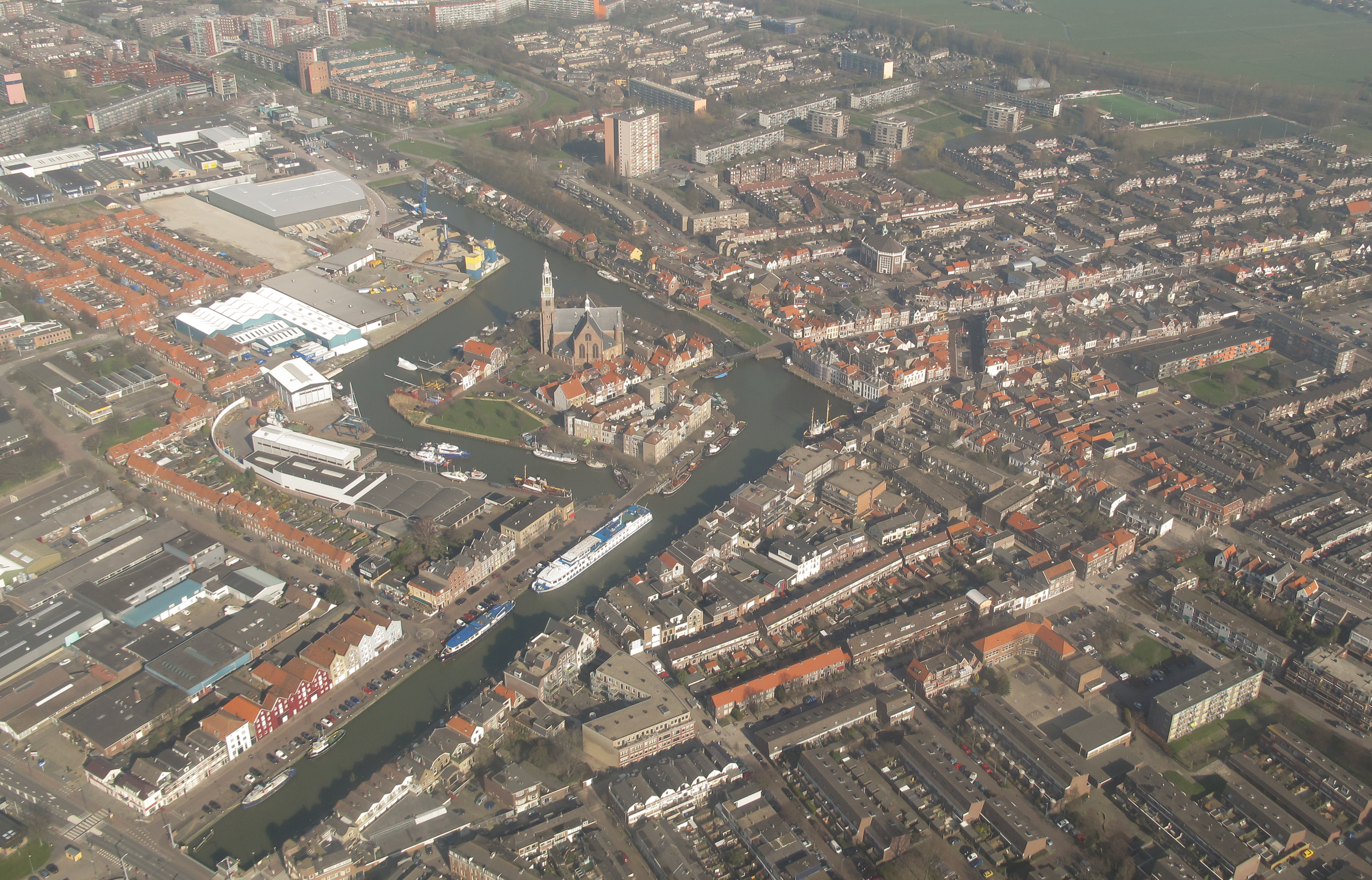
Maassluis, Stadtmitte (Flugaufnahme)

Maassluis (anhörenⓘ) ist eine Gemeinde und eine Stadt in den Niederlanden, Provinz Südholland. Sie hat 36.437 Einwohner (Stand 1. Januar 2025). Ihre Gesamtfläche beträgt etwa 10,1 km².

## Lage und  Wirtschaft
Maassluis liegt am Nieuwe Waterweg, nicht weit vom 1997 darin gebauten Maeslant-Sturmflutwehr. Östlich von Maassluis liegt Vlaardingen, nach Norden die Gemeinde Westland, dessen Gartenbauprodukte über den Hafen von Maassluis oder per LKW weiter befördert werden.
Die Stadt liegt an der Eisen- und Autobahn zwischen Rotterdam und Hoek van Holland/Europoort (Rotterdamer Vorhafenanlagen in der Nordsee). Deshalb hat Maassluis viele Betriebe, die von diesem Hafenbetrieb abhängig sind, u. a. Werkstätten, in denen Schiffsteile hergestellt und repariert werden.

## Geschichte
Maassluis war vor etwa 1600 Teil von Maasland, das jetzt ein Dorf in der Gemeinde Midden-Delfland ist. Um 1602 entstand der heutige Stadtkern auf einer kleinen, künstlichen Insel, die als Schanze im Befreiungskrieg gegen die Spanier angelegt worden war. Der Ort, der nie offizielle Stadtrechte bekam, lebte im 17. und 18. Jahrhundert von der Fischerei und zwischen 1800 und etwa 1970 von der Schifffahrt. Vor allem die Schleppschifffahrt in Maassluis war berühmt. Diese Unternehmen, wie Smit-Tak, und Wijsmuller (jetzt Teil der dänischen Mærsk Line) haben sich inzwischen an anderer Stelle angesiedelt.
In Maassluis wurde am 25. November 1944 der niederländische Schriftsteller Maarten ’t Hart geboren. Seine Werke werden auch in deutscher Übersetzung gelesen.

## Sehenswürdigkeiten
Im kleinen Stadtkern ragt die „Große Kirche“ (erbaut 1602) heraus. Im Inneren dieser Kirche befindet sich eine Orgel aus dem Jahre 1733 von Redolph Garrelts, einem Schüler Arp Schnitgers.
Im Stadtmuseum gibt es Wissenswertes über Maarten ’t Hart sowie Informationen über die Stadtgeschichte.
Des Weiteren gibt es das Museum über die Schleppschifffahrt (Nationaal Sleepvaartmuseum). Im Hafen liegt das alte Dampfschiff „Furie“, ein 1916 gebautes Schleppschiff, mit dem man im Sommer eine Rundfahrt machen kann.

## Bilder

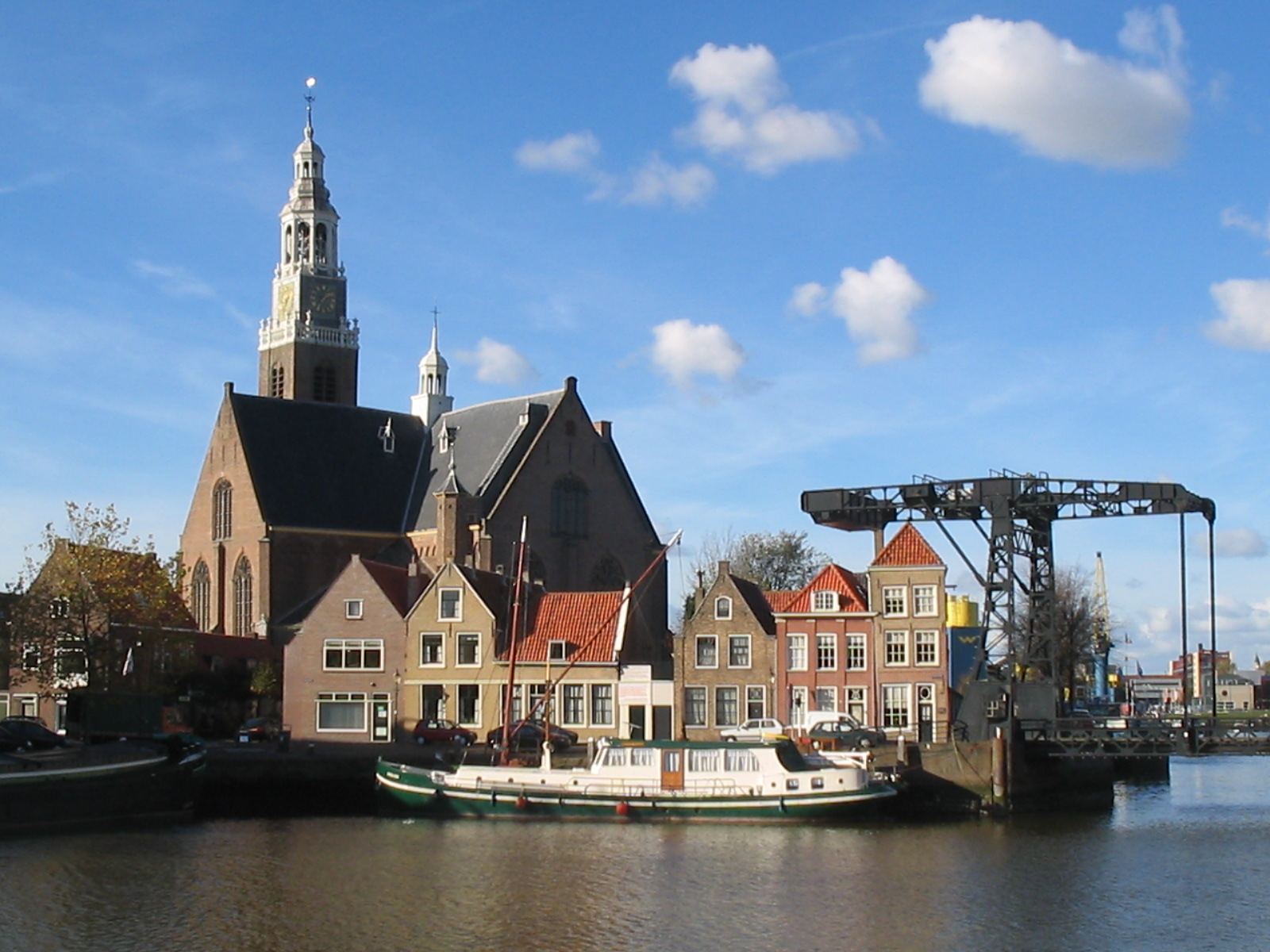
Kirche: de Groote Kerk
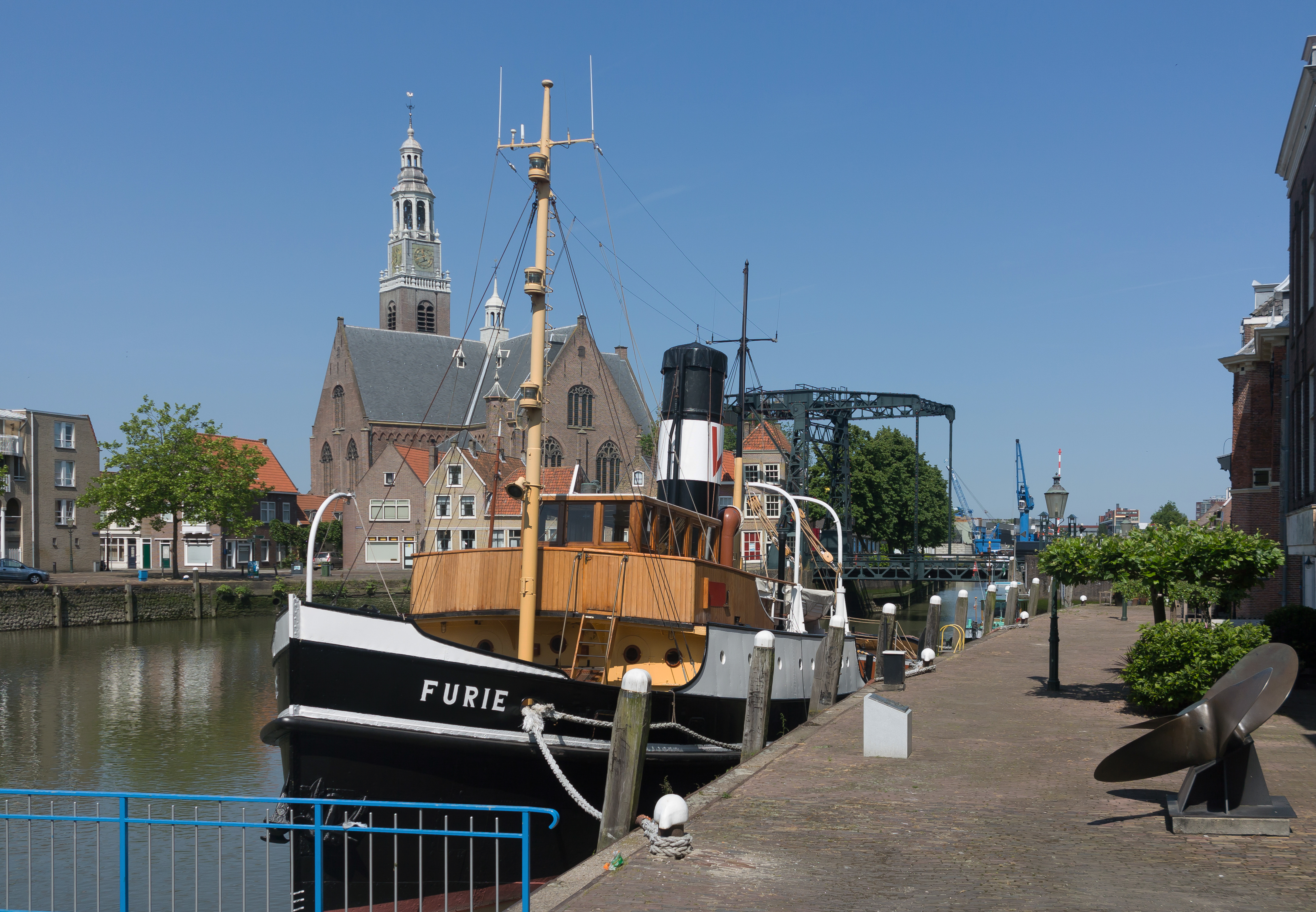
Schlepper (de Furie) und Kirche
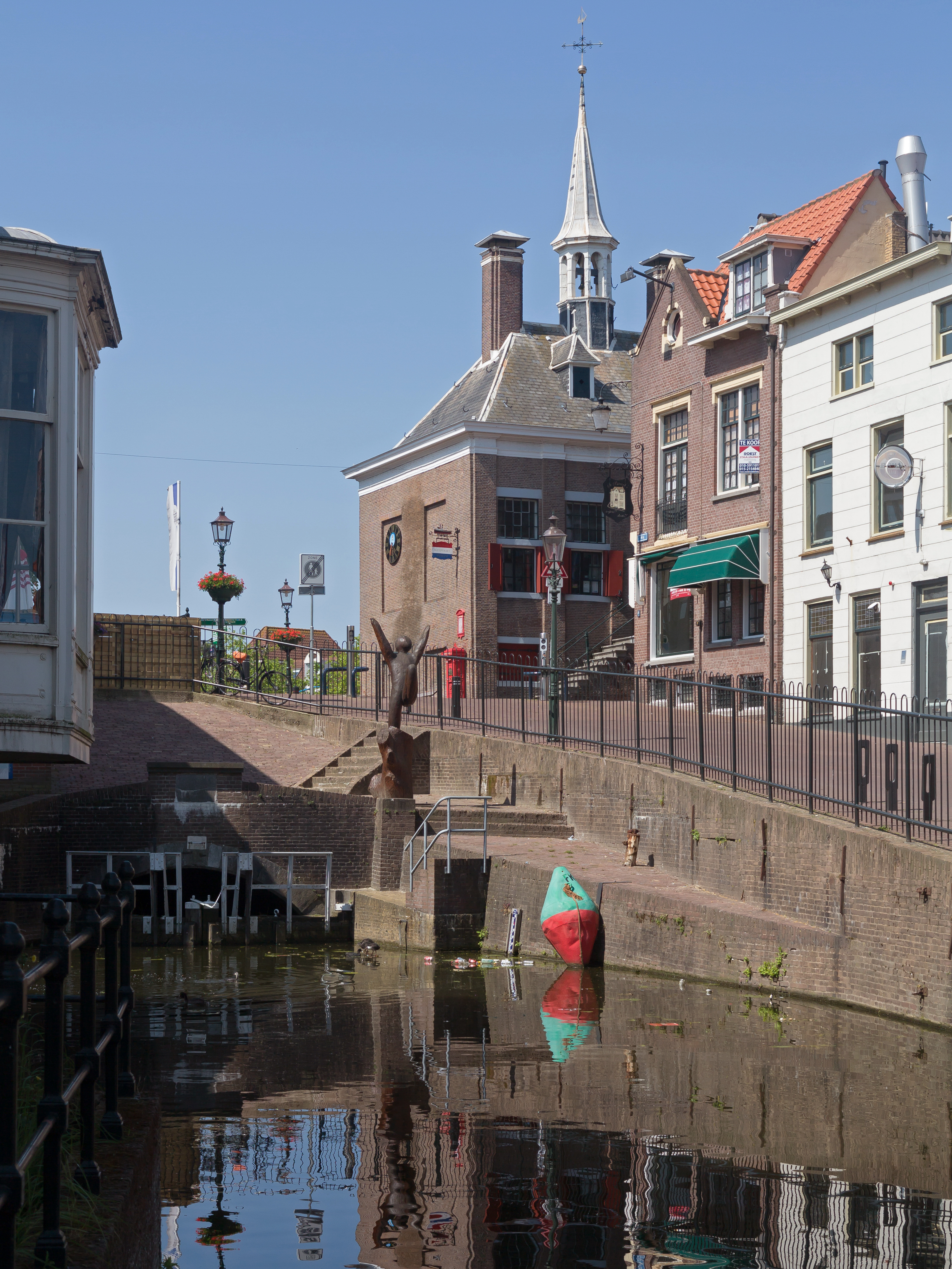
Straßenbild: De Wip
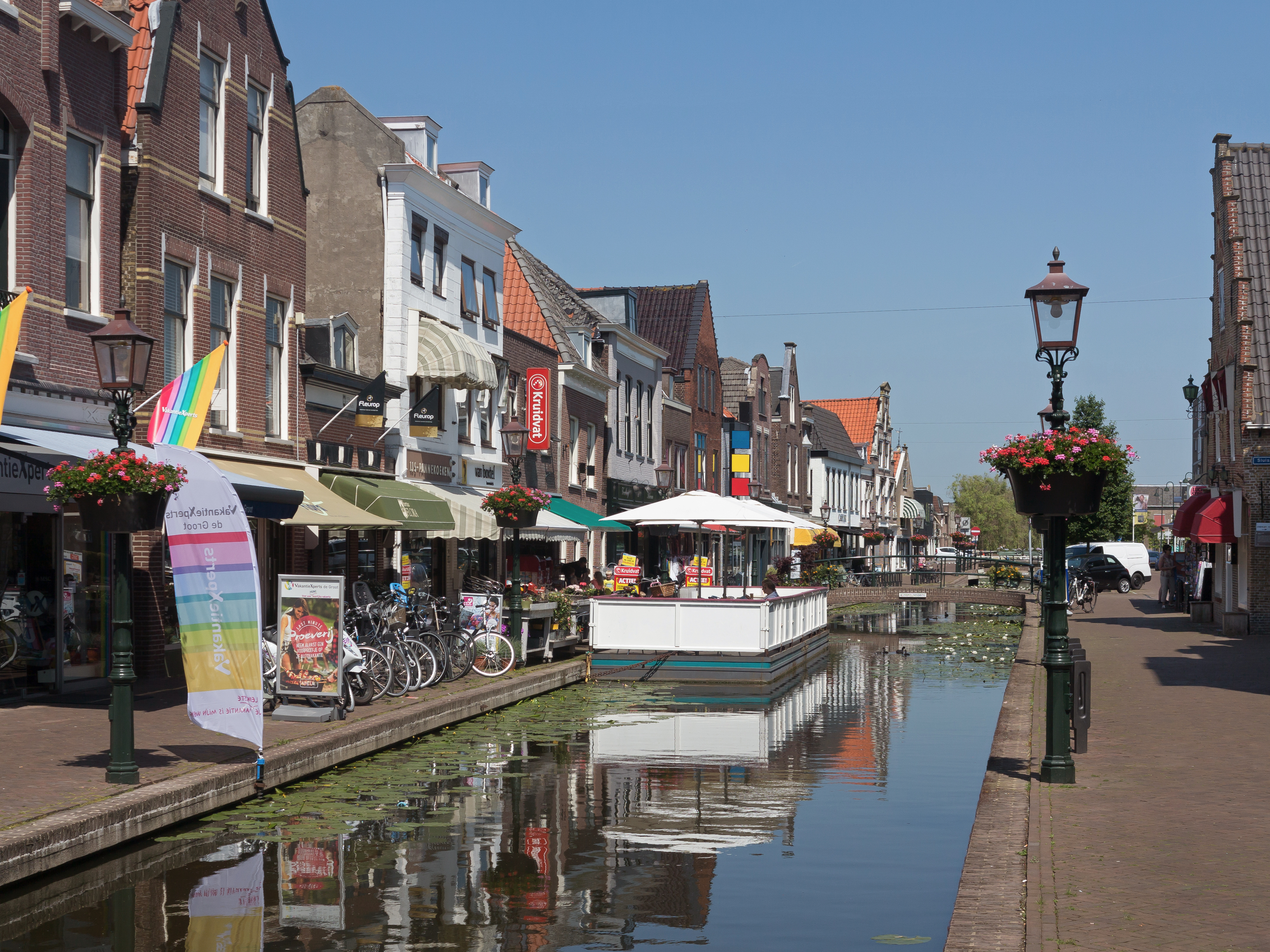
Straßenbild im Zentrum: de Doctor Kuyperkade
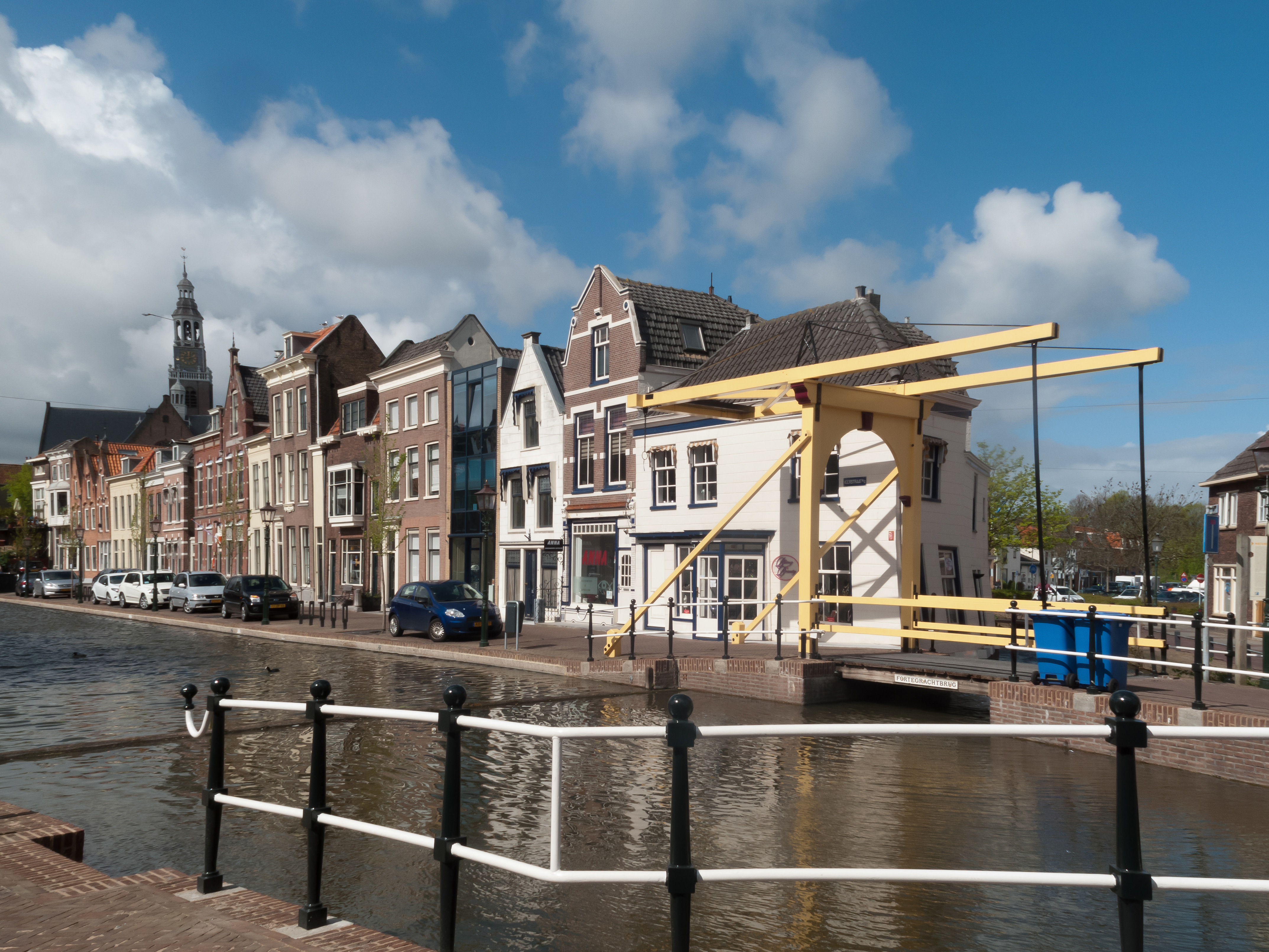
Brücke (de Fortegrachtbrug)
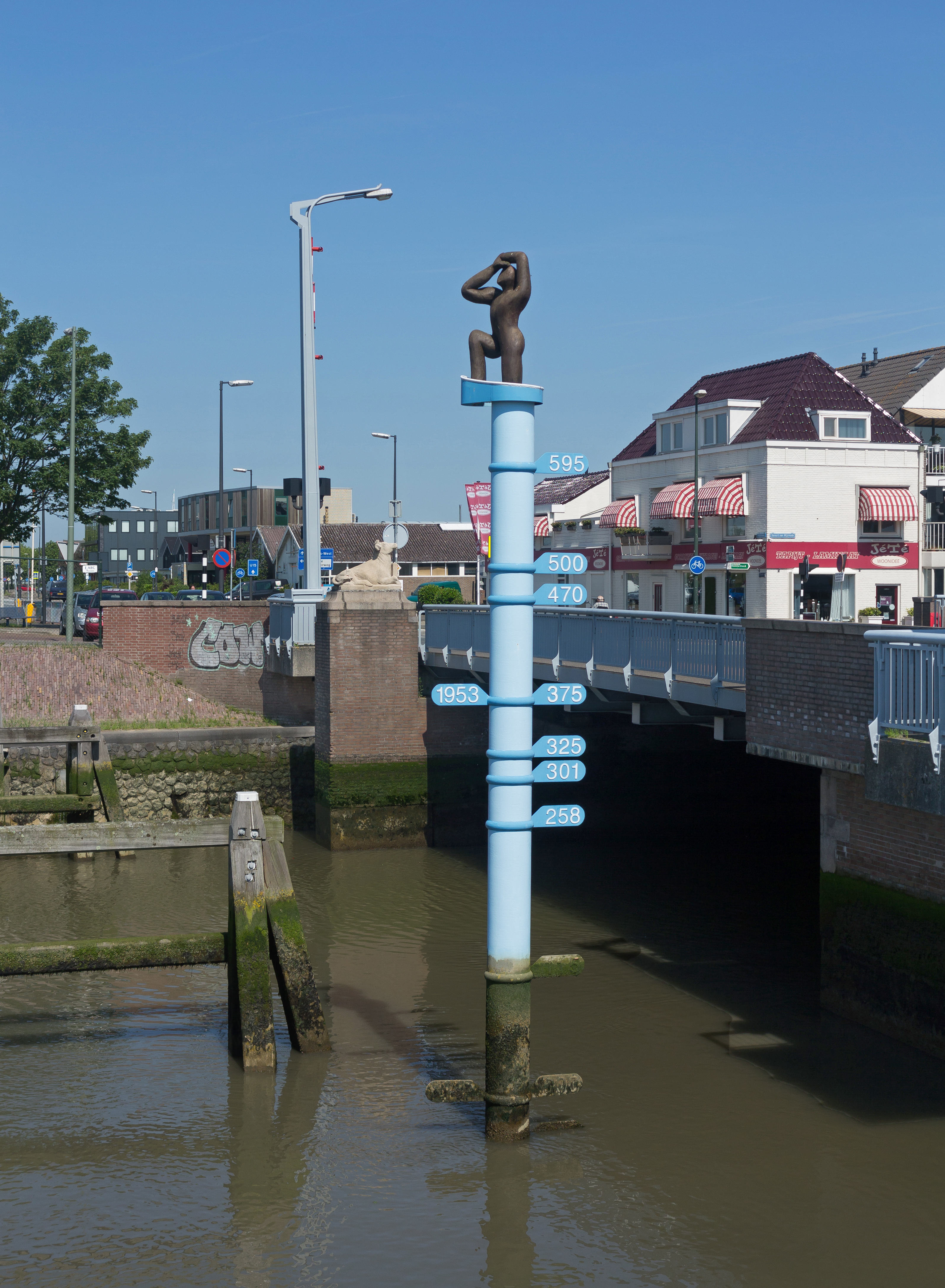
Pol vor der Flut
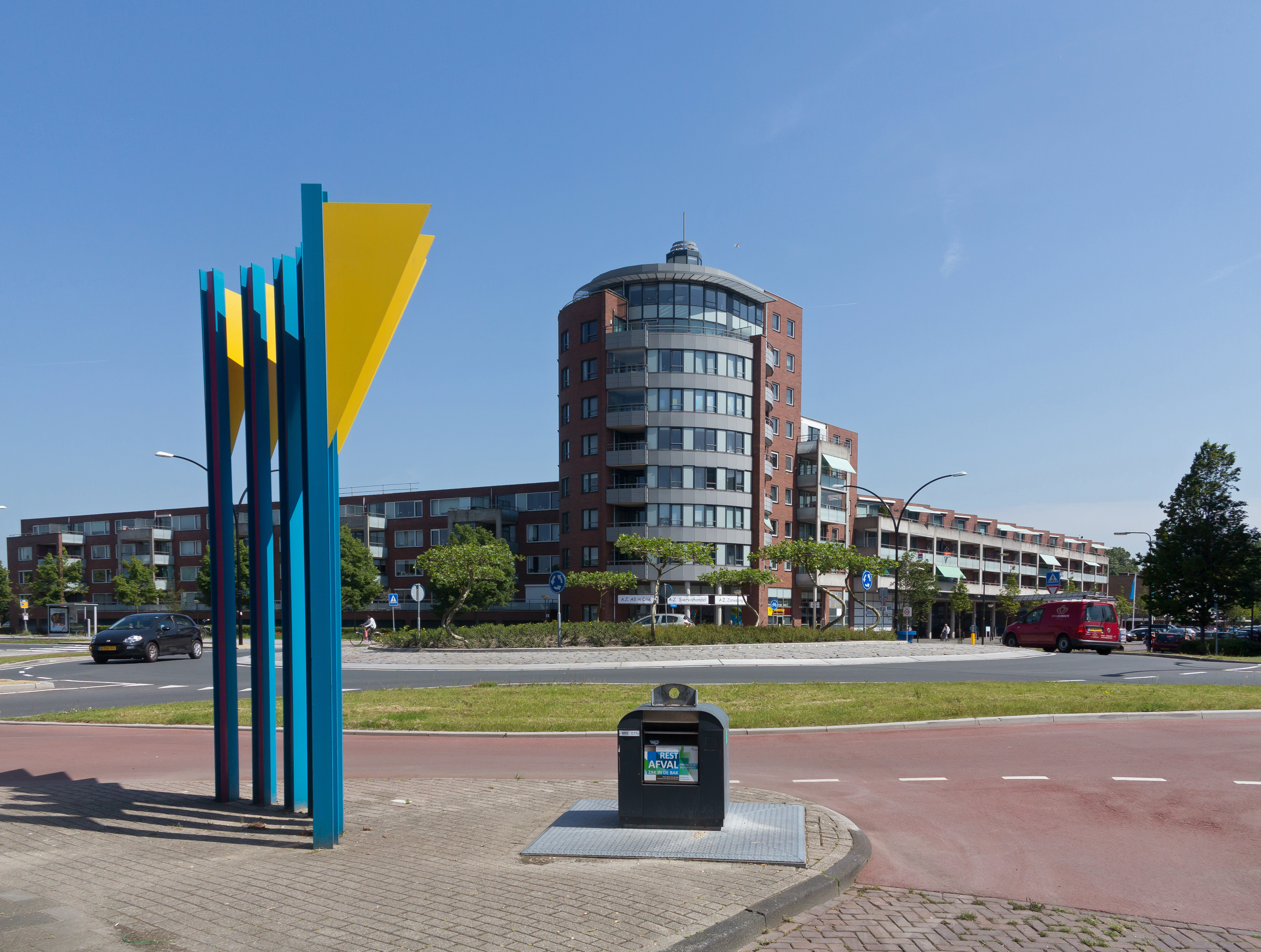
Artwork ohne Titel
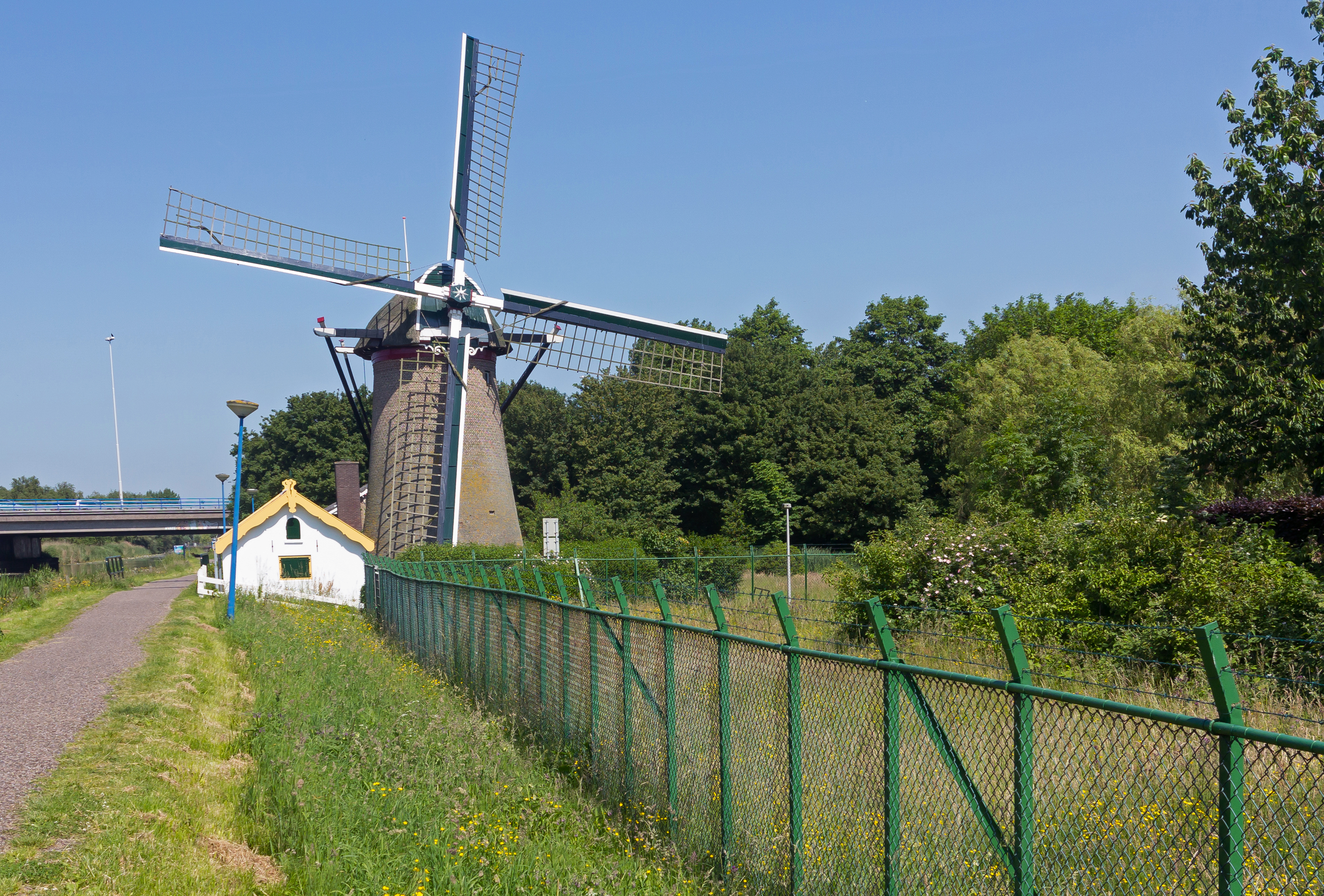
Mühle: de Wippersmolen
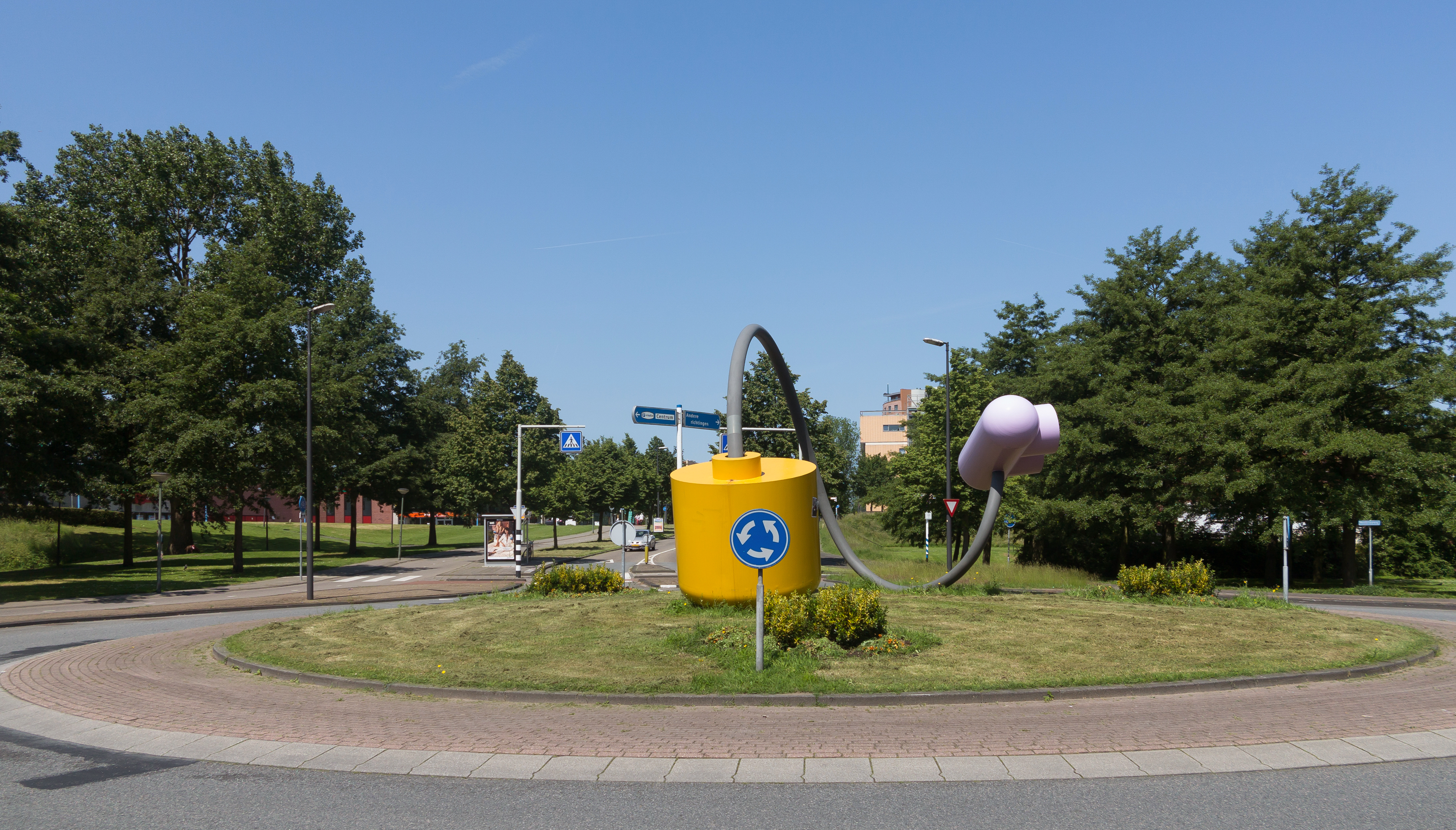
Skulptur (de Calypso)
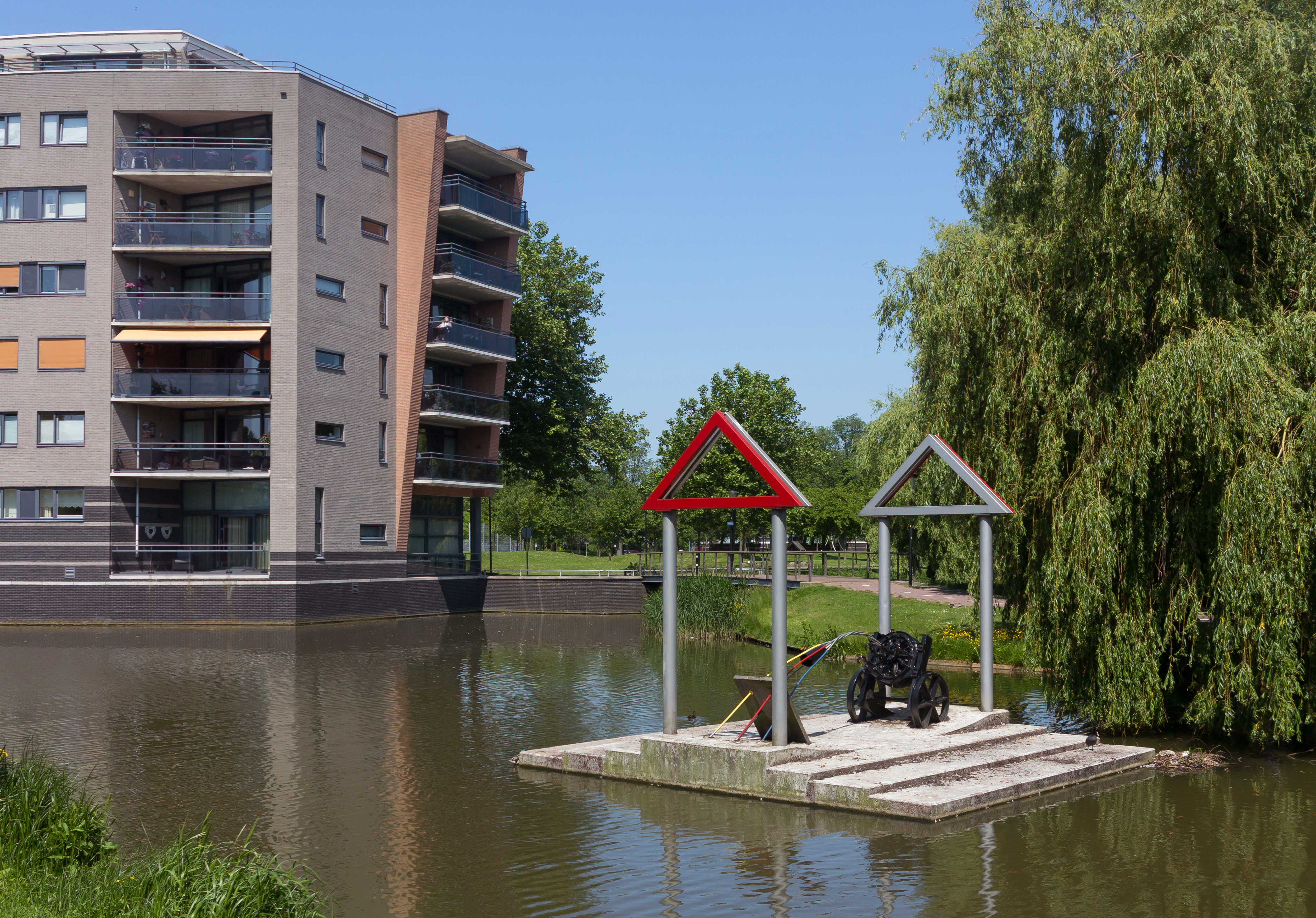
Kunstwerk De Baanwagen von Joop Vaissier im Vertobuurt.
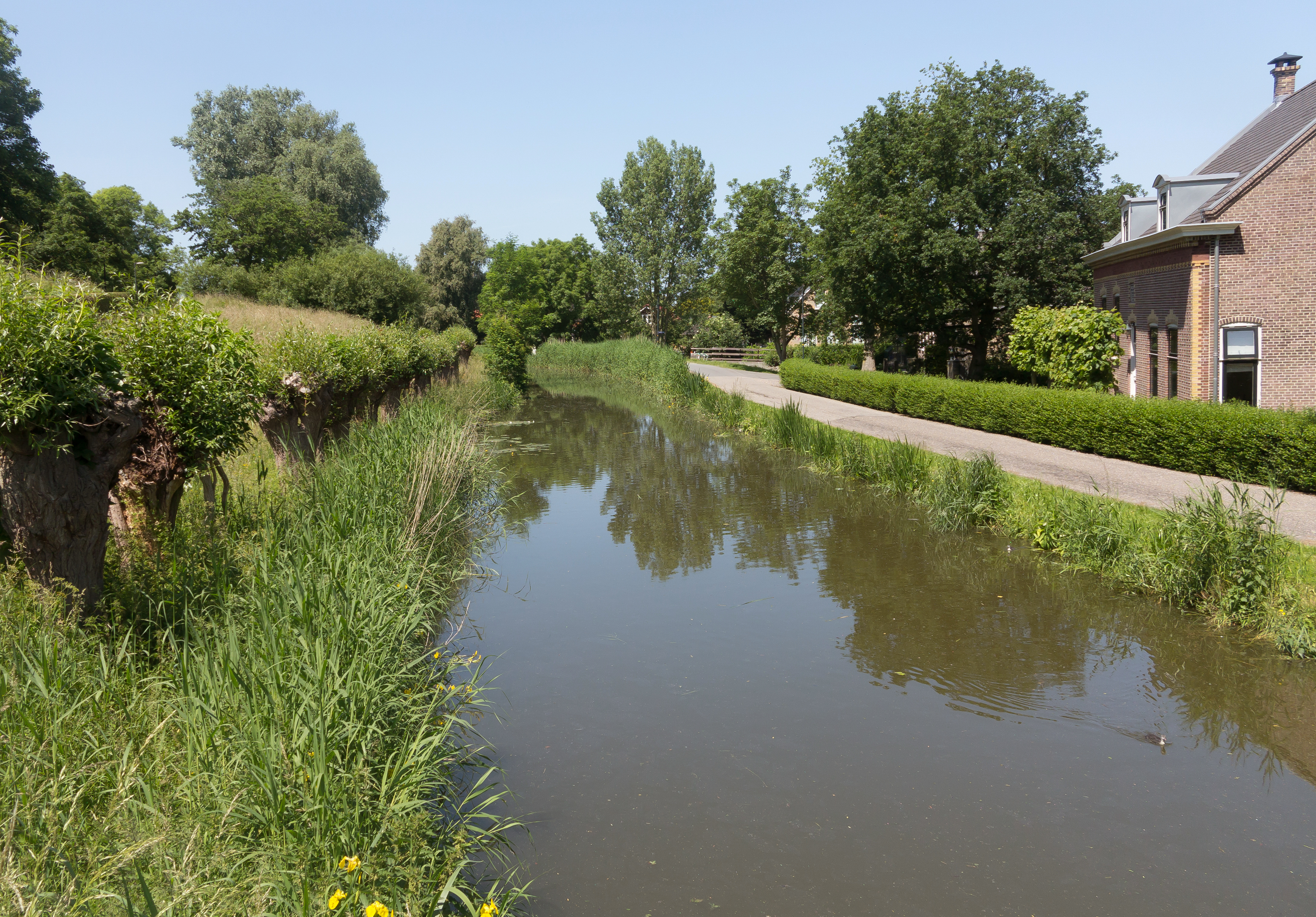
Straßenbild: de Weverskade
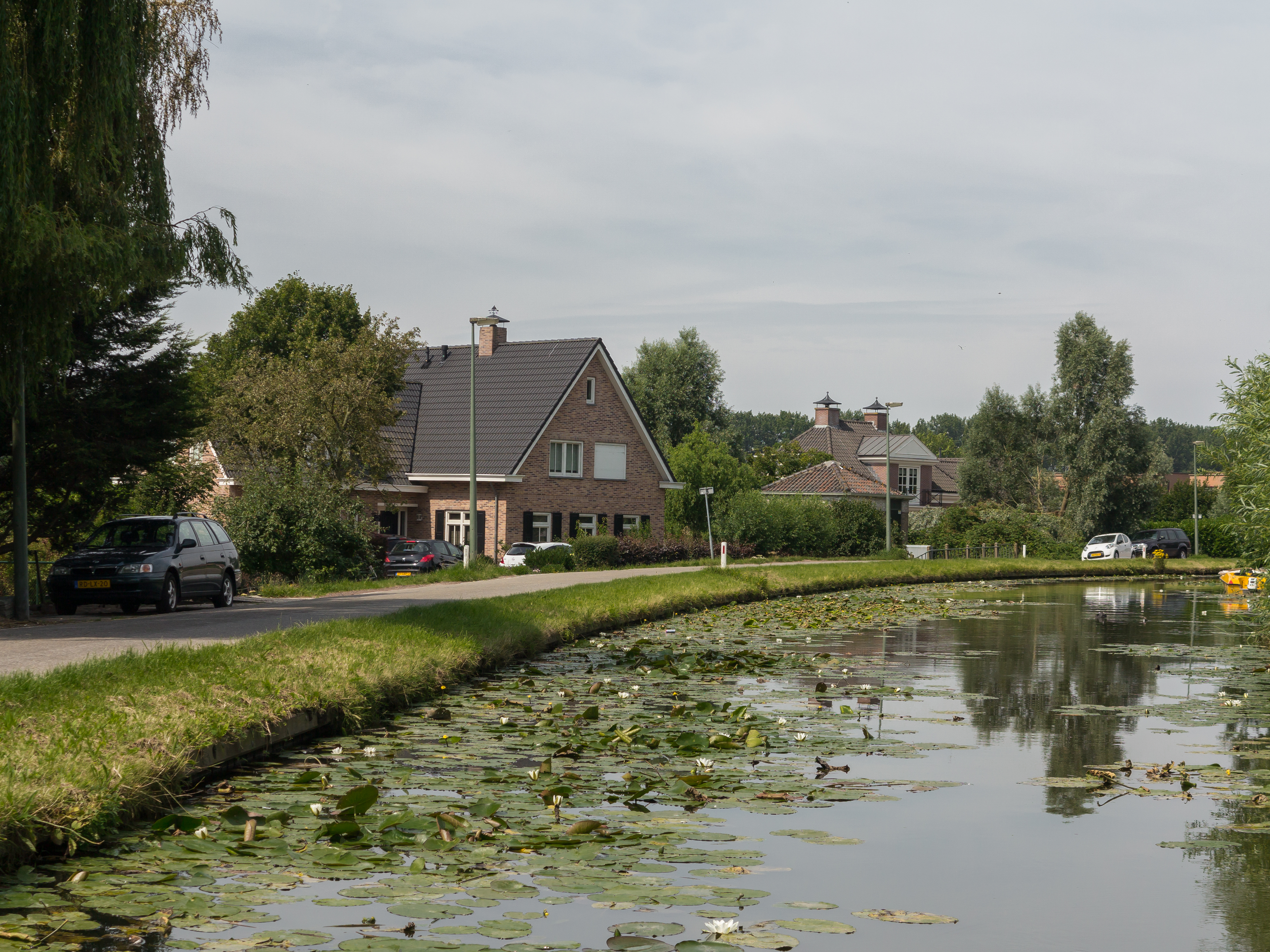
Straßenbild: de Zuidbuurt
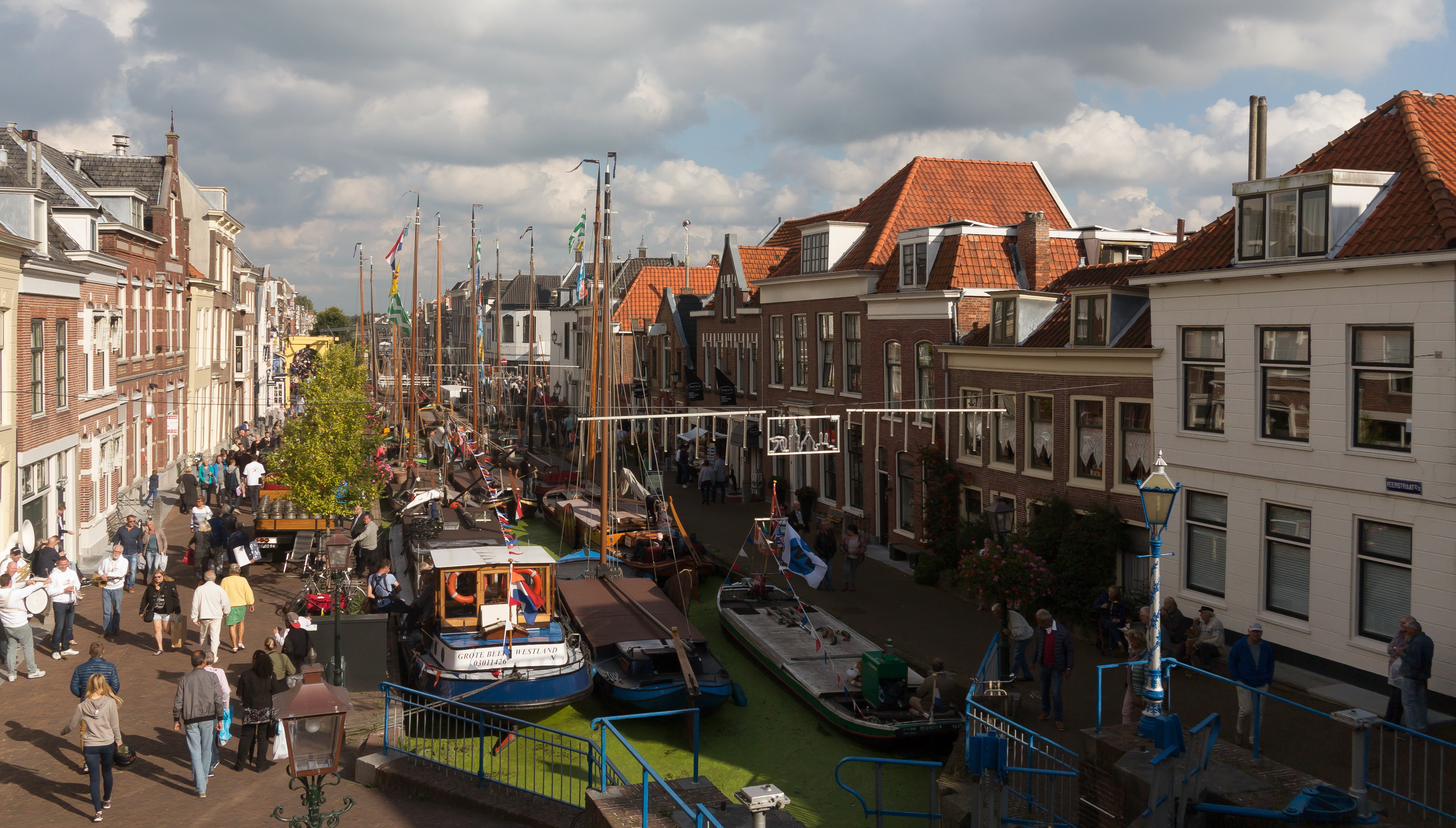
Furieade in Maassluis
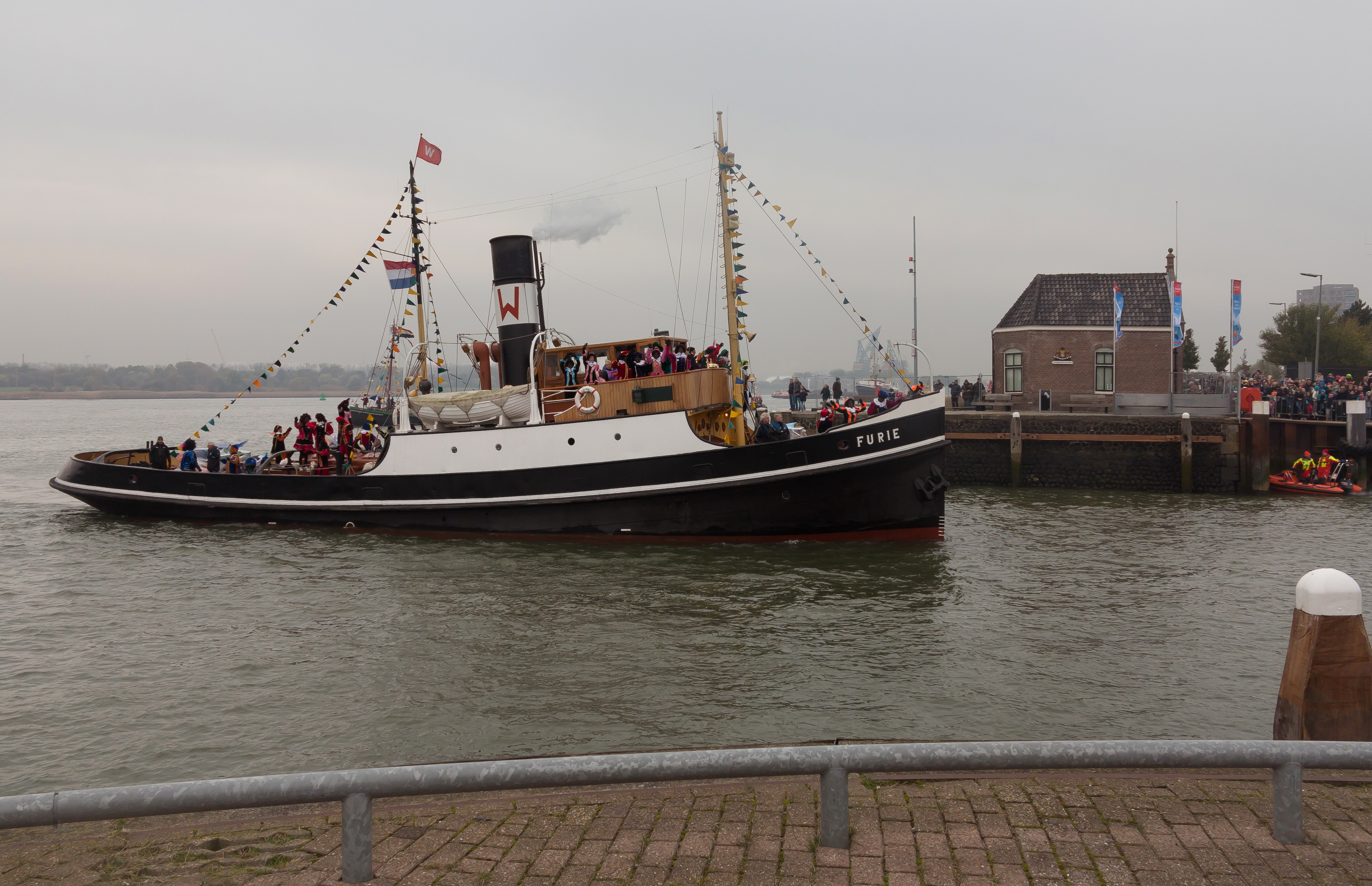
Nationale Ankunft von Sinterklaas in Maassluis

## Politik

### Sitzverteilung im Gemeinderat
Der Gemeinderat von Maassluis setzt sich folgendermaßen zusammen:
| Partei                   | Sitze | Sitze | Sitze | Sitze | Sitze | Sitze | Sitze | Sitze | Sitze | Sitze | Sitze |
| Partei                   | 1982  | 1986  | 1990  | 1994  | 1998  | 2002  | 2006  | 2010  | 2014  | 2018  | 2022  |
| ------------------------ | ----- | ----- | ----- | ----- | ----- | ----- | ----- | ----- | ----- | ----- | ----- |
| CDA                      | 7     | 7     | 7     | 6     | 5     | 5     | 4     | 3     | 4     | 5     | 4     |
| PvdA                     | 6     | 8     | 7     | 5     | 7     | 7     | 8     | 6     | 4     | 3     | 4     |
| VVD                      | 6     | 5     | 4     | 5     | 5     | 4     | 3     | 5     | 4     | 4     | 4     |
| Leefbaar Maessluys       | –     | –     | –     | –     | –     | –     | –     | –     | –     | –     | 4     |
| Maassluis Belang a       | –     | –     | –     | –     | –     | 2     | 2     | 3     | 4     | 2     | 2     |
| VSP                      | –     | –     | –     | –     | –     | 3     | 3     | 3     | 4     | 3     | 1     |
| ChristenUnie             | –     | –     | –     | –     | –     | 1     | 1     | 1     | 2     | 2     | 1     |
| D66                      | 1     | 1     | 4     | 5     | 2     | 1     | 0     | 1     | 1     | 1     | 1     |
| GroenLinks               | –     | –     | –     | 1     | –     | –     | –     | –     | –     | 1     | 1     |
| Forum voor Maassluis     | –     | –     | –     | –     | –     | –     | –     | –     | –     | 2     | 1     |
| SP                       | –     | –     | –     | –     | –     | –     | 2     | 1     | –     | –     | –     |
| Algemeen Ouderen Verbond | –     | –     | –     | –     | 3     | –     | –     | –     | –     | –     | –     |
| Unie 55+                 | –     | –     | –     | –     | 3     | –     | –     | –     | –     | –     | –     |
| RPF                      | 1     | 1     | 1     | 1     | 1     | –     | –     | –     | –     | –     | –     |
| SGP                      | –     | 0     | 1     | 1     | 1     | –     | –     | –     | –     | –     | –     |
| GPV                      | 0     | 0     | –     | 1     | 1     | –     | –     | –     | –     | –     | –     |
| PPR                      | 2     | 1     | –     | –     | –     | –     | –     | –     | –     | –     | –     |
| PSP                      | 2     | 1     | –     | –     | –     | –     | –     | –     | –     | –     | –     |
| Gesamt                   | 23    | 23    | 23    | 23    | 23    | 23    | 23    | 23    | 23    | 23    | 23    |

Anmerkungen

### Bürgermeister
Seit dem 5. Juni 2024 ist Jack de Vries (CDA) amtierender Bürgermeister der Gemeinde. Zu seinem Kollegium zählen die Beigeordneten Corine Bronsveld-Snoep (CDA), Sjoerd Kuiper (PvdA), Sjef Evers (VVD) und Denise Mulder-Solleveld (Maassluis Belang) sowie der Gemeindesekretär Patrick Verstoep.

## Söhne und Töchter der Stadt
- Bernhardinus de Moor (1709–1780), reformierter Theologe, Hochschullehrer
- Abraham Kuyper (1837–1920), Politiker
- Eline Cremers (1896–1996), Bildhauerin und Malerin
- Wim de Ruyter (1918–1995), Radrennfahrer
- Maarten ’t Hart (* 1944), Schriftsteller
- Rob Henneveld (* 1963), Judoka
- Jan Verhaas (* 1966), Snookerschiedsrichter
- Khalid Boulahrouz (* 1981), Fußballspieler
- Tonny Vilhena (* 1995), Fußballspieler